# L'Estaque
L'Estaque är en by i södra Frankrike, omedelbart nordväst om Marseille. Administrativt tillhör den Marseilles sextonde arrondissement. Den ligger vid Marseillebukten som är en del av Medelhavet. 

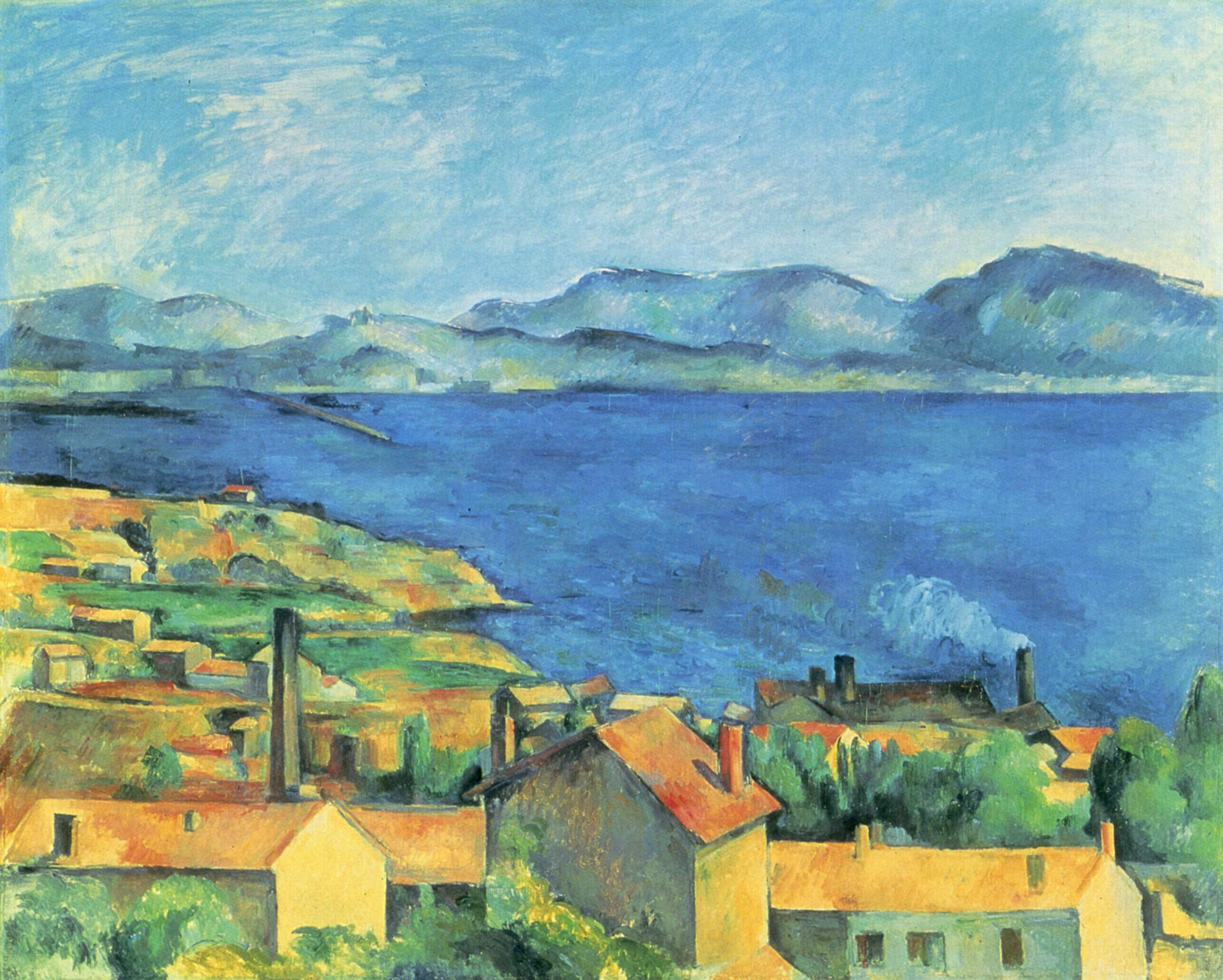
Marseillebukten, vy från L'Estaque av Paul Cézanne (1885).

Från 1860-talet och fram till 1885 vistades konstnären Paul Cézanne regelbundet i L'Estaque. Han var fascinerad av de starka färgerna i den lilla fiskebyn; röda hustak som kontrasterar mot de blåa havet. Han målade ett 20-tal landskapsmålningar från L'Estaque, till exempel Marseillebukten, vy från L'Estaque. Cézanne lockade till sig andra konstnärer till byn, bland andra Georges Braque, Auguste Renoir och Raoul Dufy.